# (73633) 4702 T-3
(73633) 4702 T-3 – planetoida z pasa głównego asteroid okrążająca Słońce w ciągu 5,29 lat w średniej odległości 3,03 j.a. Odkryta 16 października 1977 roku.